# Valax fjärden
Valax fjärden är en fjärd i Finland. Den ligger i Korpo i landskapet Egentliga Finland, i den sydvästra delen av landet, 180 km väster om huvudstaden Helsingfors.
Valax fjärden avgränsas av Norrskata i söder och väster, Jänislot i norr, Palalot i nordöst och Åmlot i sydöst. Den ansluter till Maskinnamo fjärden i norr och Skjåldholms fjärden i söder.